# خوسيه موتا
خوسيه موتا (بالبرتغالية: José Mota‏) (25 فبراير 1964 في البرتغال - ) هو مدرب كرة قدم ولاعب كرة قدم برتغالي في مركز الدفاع. لعب مع نادي باسوش دي فيريرا وAliados Lordelo F.C. ‏.

## وصلات خارجية
- خوسيه موتا على موقع قاعدة بيانات كرة القدم.إي يو (الإنجليزية)